# Alcinda Abreu
Alcinda Abreu   (districte de Búzi, 13 d'octubre de 1953) és una política moçambiquesa. Ministra d'Afers exteriors del seu país de 2005 a 2008, després d'haver estat Ministra de Benestar Social. Recentment ha exercit com a Ministra d'Ambient.

## Biografia
Va néixer el 13 d'octubre de 1953 al petit poble pesquer de Nova Sofala, districte de Búzi, província Sofala, al centre de Moçambic. Va completar la seva educació en 1974 al Liceu Pêro de Anaia a Beira. Després va estudiar desenvolupament a la Universitat Eduardo Mondlane de Maputo fins 1982. En 1990 es va graduar en psicologia i pedagogia a la Universidade Pedagógica de Maputo. Va realitzar més estudis en ciència política i gènere en la University College de Londres i en 1996 en gestió de desenvolupament en la Universitat del Witwatersrand.
Va ser membre de l'Associació Juvenil de Moçambic i en va ser subsecretària general a finals dels anys setanta i principis dels vuitanta.
Després de completar la seva educació, Joaquim Chissano la va nomenar en el seu gabinet en 1994, i de 1994 a 1997 va estar a càrrec del Ministeri de Benestar Social. Després va ser convocada pel seu partit, el Frelimo, per a la Comissió Electoral Nacional i va ser responsable de l'organització de les eleccions locals en 1998 i les eleccions parlamentàries i presidencials en 1999. En 2002, el Congrés del Frelimo la va escollir pel ser un dels 15 membres de la comissió política del partit.
Armando Guebuza la va convocar al seu gabinet. De 2005 a 2008 va dirigir el Ministeri d'Afers exteriors; i en una reorganització del gabinet el 10 de març de 2008, va ser nomenada titular del Ministeri d'Ambient. Va jurar el càrrec 17 dies després, el 27 de març. Va encarregar una estratègia nacional acosta l'impacte del canvi climàtic sobre les dones de Moçambic, que va ser la primera estratègia d'aquest tipus ideada en qualsevol part del món. Va explicar que les societats han d'adaptar els seus plans per permetre que les dones de les zones rurals participin en els treballs sobre el canvi climàtic, a causa de l'impacte que té en l'agricultura de subsistència. Va exercir el càrrec fins a 2015.

### Vida personal
És vídua i té dos fills. El seu espòs, Maradali Mamadhusen, va morir amb Samora Machel en un accident aeri a Sud-àfrica en 1986.